# Barbus diamouanganai
Barbus diamouanganai är en fiskart som beskrevs av Guy G. Teugels och Victor Mamonekene 1992. Barbus diamouanganai ingår i släktet Barbus och familjen karpfiskar. IUCN kategoriserar arten globalt som livskraftig. Inga underarter finns listade.